# Sociedad de Cuartetos de Madrid
Sociedad de Cuartetos de Madrid (1863-1894) fue una sociedad fundada en Madrid por Jesús de Monasterio, Juan María Guelbenzu, en 1863, con el propósito de dar a conocer obras de los grandes compositores de música de cámara. Se disolvió en 1894.
Fue pionera en la interpretación de la música camerística del clasicismo y el romanticismo europeo, principalmente, alemán. Ofrecieron un amplio repertorio de obras jamás estrenadas de autores como Mendelssohn, Brahms, Antonín Dvořák, o Svendsen, y, en ocasiones, Wagner. Posteriormente, con la colaboración del violonchelista Víctor Mirecki, también incluye música de cámara francesa, especialmente de Lalo y Saint-Saëns. También realizó un especial trabajo de promoción de compositores españoles, estrenando obras de Pedro Marqués, Ruperto Chapí y Tomás Bretón.
En su primera temporada estaba integrado, acompañados por los pianistas Mariano Vázquez Gómez y Guelbenzu, los violinistas Rafael Pérez y el propio Monasterio, el violista Tomás Lestán, y el violonchelista Ramón Rodríguez Castellano, sustituido posteriormente por Mirecki. Sus giras fueron continuadas por toda España y Portugal, Francia e Inglaterra durante más de 30 años, y su presencia fomentó la creación de sociedades musicales similares en toda la Península. 